# Bryce Johnson
Bryce Johnson est un acteur américain né le 18 avril 1977 et originaire du Nevada.
Il incarne depuis 2011, le rôle de l'agent Billy Pierce dans la série de MTV Death Valley.

## Vie privée
Il est marié depuis 2003 à Dawn Joanne Shand.

## Filmographie

### Télévision
- 1999 : Undressed : Cliff
- 1999-2001 : Popular : Josh Ford
- 2001 : Gilmore Girls : Paul (1 épisode : Run Away Little Boy)
- 2001 : Dawson : Libraire (1 épisode : Four Scary Stories)
- 2005 : Ce que j'aime chez toi :  Chris (1 épisode : Girls Gone Wild)
- 2005 : Dr House : James (1 épisode : Acceptance)
- 2005 : Nip/Tuck : Corporal Oliver Brandt (1 épisode : Abby Mays)
- 2008: Mentalist : Ranger Kyle (1 épisode: Redwood)
- 2010- 2013 : Pretty Little Liars : Detective Darren Wilden
- 2010 : Lone Star : Drew Thatcher
- 2011 : Death Valley : Officer Billy Pierce
- 2013 : The Client List : Detective Dunbar
- 2013 : Glee : Cody Tolentino
- 2014: Supernatural : Sal Lassiter
- 2017 : Junior (série blackpills) : Rick
- 2021 : American Horror Story: Double Feature : Neil Armstrong (saison 10, épisode 9)

### Films
- 1999 : Saving Graces : Cammy Whitemore
- 1999 : Puzzled :  Dominick
- 2003 : The Skulls 3 : Roger Lloyd
- 2003 : Chasing Papi : Bellboy
- 2004 : Bring It On Again : Greg
- 2004 : Harry + Max : Harry
- 2004 : Home of Phobia : Tazwell
- 2006 : Juste une fois ! : John
- 2008 : Major Movie Star : Derek O'Grady
- 2013 : Une mère en détresse : Daniel
- 2014 : Something, Anything : Mark
- 2017 : Darkness rising : Jack
- 2024 : Terrifier 3 : Greg

### Doublage
- 2006 : Justice League Heroes : Aquaman
- 2007 : Doctor Strange: The Sorcerer Supreme : Dr. Stephen Strange
- 2009 : Hulk Vs : Bruce Banner